# Local Natives
Local Natives — музичний колектив із Лос–Анджелесу, виконує музику в жанрі інді–рок.

## Історія
Гурт був заснований Келсі Айером, Райаном Ханом і Тейлором Райсом. Райс і Хан навчались разом в середній школі Тесоро, розташованій в Лас-Флоресі, округ Ориндж; Айер ходив у сусідню школу. Через рік після того, як вони закінчили коледж Каліфорнійському університету у Лос-Анджелесі, до них приєднався барабанщик Метт Фрейзер і бас-гітарист Енді Хамм. Останній придумав теперішню назву гурту, яка спочатку називалась Cavil at Rest. У грудні 2008 року музиканти почали працювати над альбомом.
Наступного року гурт привернув на себе увагу завдяки виступу на фестивалі South by Southwest. Дебютний диск Gorilla Manor, записаний під керівництвом Реймонда Річардса на його студії Red Rockets Glare, вийшов у жовтні 2009 року у Великій Британії і 16 лютого 2010 року в США, після того, як Local Natives підписали контракт із лейблом Frenchkiss Records. Реліз посів 160-е місце в хіт-параді Billboard 200 і отримав позитивні відгуки критиків, які порівняли гурт з Arcade Fire, Fleet Foxes, Grizzly Bear, Vampire Weekend.
18 березня 2011 року стало відомо, що Енді Хамм пішов зі складу колективу. На фестивалі Lollapalooza в серпні того ж року Local Natives заявили про те, що вони почали записувати наступну пластинку.
9 вересня 2016 року відбувся реліз альбому «Sunlit Youth».

## Склад
- Тейлор Райс (Taylor Rice) — вокал, гітара
- Келсі Айер (Kelcey Ayer) — вокал, клавішні, перкусія
- Райан Хан (Ryan Hahn) — вокал, гітара
- Метт Фрейзер (Matt Frazier) — ударні
- Нік Евінг (Nik Ewing) — бас-гітара

### Колишні учасники
- Енді Хамм (Andy Hamm) — бас-гітара (2008—2011)

## Дискографія

### Альбоми
- Gorilla Manor (2009)
- Hummingbird (28 січня 2013)[10]
- Sunlit Youth (9 вересня 2016)

### Сингли
- «Sun Hands» (2009)
- «Camera Talk» (2009)
- «Airplanes» (2010)
- «Wide Eyes» (2010)
- «Who Knows Who Cares» (2010)
- «World News» (2010)